# Szőcs Géza Mihály
Szőcs Géza Mihály (Kézdivásárhely, 1937. február 8. – Kézdivásárhely, 2024. június 1.) erdélyi magyar tanár, természettudományi és pedagógiai szakíró.

## Életútja
Középiskoláit szülővárosában végezte (1954), majd a Bolyai Tudományegyetem matematika–fizika szakján szerzett tanári diplomát (1958). 
Négy évig, mint tanfelügyelő is működött a Kézdi Rajoni Néptanácsnál, majd a Kovászna Megyei Tanfelügyelőségen. Az Erdélyi Műszaki Tudományos Társaság alapító tagja, a Fizika-kémia társaság megyei elnőke.
1989-ben a fizikai tudományok kandidátusa címet szerzett.
Kézdivásárhelyen volt középiskolai tanár 1990-ig (ezalatt irányította az iskola Atom c. folyóiratát). 
1990-ben áttelepült Magyarországra és az egri Eszterházy Károly Főiskola tanáraként működött, másodállásban az egri Angolkisasszonyok Leánygimnázium „újra-alapító” tagja és oktatója. 1993-tól az Eötvös Loránd Fizikai Társaság Heves megyei fiókjának elnőke.
1997-től óraadó a Babeş-Bolyai Tudományegyetem business fakultásán, a Gábor Dénes Műszaki Főiskolán, a Hyperion Egyetemen Sepsiszentgyörgyön, és a kézdivásárhelyi tanítóképzőben is.
1996–2008 között a Siculus rádió főszerkesztője, 2000–2008 között tulajdonosa is.

## Művei
Első szakcikkét a Matematikai és Fizikai Lapok közölte 1962-ben. Pedagógiai és módszertani írásait a Tanügyi Újságban, a Revista de Fizică şi Chimie, Matematikai és Fizikai Lapok, Megyei Tükör, A Hét hasábjain, a nagybányai, illetve a iaşi-i főiskolák szakközlönyeiben közölte.
- Ébred az erdő című zenés-táncos mesejátékát a Kovászna megyei Művelődési Bizottság jelentette meg (Sepsiszentgyörgy, 1980. Kis színpadi művek)

## Könyvei
- Fizikai kísérletek (1993), Eger, társszerző: Szőcs Enikő
- Félezer optikai feladat (1994), Eger, társszerzők: Dr. Patkó György, Szőcs Enikő
- Fizikai versenyfeladatok (1996) Eger, társszerző: Szőcs Enikő
- Fizikai és kémiai kísérletek videón (1997), Kézdivásárhely, társszerzők: Szőcs Piroska, Szőcs Enikő
- Gábor Áron emlékezete. magánkiadás (2007)
- A lélek hangja. magánkiadás (2009)
- A szülőföld hangja. magánkiadás (2009)
- Az Oskola hangja. magánkiadás (2010)
- A család hangja. magánkiadás (2011)
- Az űr hangja. magánkiadás (2012)
- A csend hangja. magánkiadás (2013)
- Székelynek születtem (2014). ISBN 978-973-0-16052-9, Sajtó alá rendezte, előszóval ellátta: Földi István.
- A színek hangja (2015). ISBN 978-973-0-22119-0
- Emlékfoszlányok hangja (2018). ISBN 978-973-0-27178-2
- Elismerések hangja (2019). ISBN 978-973-0-29103-2
- Szavaink hangja (2020). ISBN 978-973-0-32321-4
- Diákjaim hangja (2021). ISBN 978-973-0-34969-6
- Színjátszásunk hangja (2023). ISBN 978-973-0-38052-1
- Éveink hangja. magánkiadás (2024)